# Picoides
Picoides – rodzaj ptaków z podrodziny dzięciołów (Picinae) w rodzinie dzięciołowatych (Picidae).

## Zasięg występowania
Rodzaj obejmuje gatunki występujące w Eurazji i Ameryce Północnej.

## Morfologia
Długość ciała 20–25 cm; masa ciała 47–88 g.

## Systematyka

### Etymologia
- Picoides: rodzaj Picus Linnaeus, 1758 (dzięcioł); gr. -οιδης -oidēs „przypominający”[8].
- Tridactylia: gr. τριδακτυλος tridaktulos „trójpalczasty”, od τρι- tri- „trój-”, od τρεις treis, τρια tria „trzy”; δακτυλος daktulos „palec”[9]. Gatunek typowy: T. hirsuta Stephens, 1815 (= Picus tridactylus Linnaeus, 1758).
- Apternus: gr. negatywny przedrostek α- a-; πτερνη pternē „pięta, stopa”[10]. Gatunek typowy: Picus (Aptemus) arcticus Swainson, 1832.
- Pipodes: gr. πιπω pipō „cętkowany dzięcioł”; -οιδης -oidēs „przypominający”[11]. Gatunek typowy: Picus tridactylus Linnaeus, 1758.
- Dryocolaptes: łac. dryocolaptes „dzięcioł”, od gr. δρυοκολαπτης druokolaptēs „dzięcioł”, od δρυς drus, δρυος druos „drzewo”; κολαπτης kolaptēs „dłuto”, od κολαπτω kolaptō „dłutować”[12]. Gatunek typowy: Picus tridactylus Linnaeus, 1758; młodszy homonim Dryocolaptes Morris, 1837 (Picidae).

### Podział systematyczny
Do rodzaju należą następujące gatunki:
- Picoides tridactylus (Linnaeus, 1758) – dzięcioł trójpalczasty
- Picoides dorsalis S.F. Baird, 1858 – dzięcioł kordylierski
- Picoides arcticus (Swainson, 1832) – dzięcioł północny